# Filippo Baroncini
Filippo Baroncini (Massa Lombarda, 26 agosto 2000) è un ciclista su strada italiano che corre per l'UAE Team Emirates XRG. Nel 2021 si è laureato campione del mondo nella gara in linea Under-23 disputata a Lovanio; ha altresì vinto nello stesso anno una tappa al Giro d'Italia Under-23 e la medaglia d'argento nella prova in linea Under-23 ai campionati europei di Trento. È professionista dal 2022.

## Palmarès
- 2020 (Beltrami TSA Marchiol)

Memorial Polese
Vicenza-Bionde
- 2021 (Team Colpack Ballan)

4ª tappa Giro d'Italia Giovani Under-23 (Sorbolo Mezzani > Guastalla, cronometro)
Campionati italiani, Prova a cronometro Under-23
Trofeo MP Filtri
1ª tappa, 2ª semitappa L'Étoile d'Or (Mérigny > Le Blanc)
Campionati del mondo, In linea Under-23
Gran Premio Ezio Del Rosso
- 2024 (UAE Team Emirates, una vittoria)

Super 8 Classic
- 2025 (UAE Team Emirates XRG, una vittoria)

Classifica generale Giro del Belgio

## Piazzamenti

### Grandi Giri
- Giro d'Italia

2025: 78º
- Vuelta a España

2024: 66º

### Competizioni mondiali
- Campionati del mondo

Fiandre 2021 - Cronometro Under-23: 9º
Fiandre 2021 - In linea Under-23: vincitore
Glasgow 2023 - In linea Elite: ritirato

### Competizioni europee
- Campionati europei

Trento 2021 - Cronometro Under-23: 7º
Trento 2021 - In linea Under-23: 2º
Monaco di Baviera 2022 - In linea Elite: 57º

## Riconoscimenti
- Oscar TuttoBici - categoria under 23 nel 2021[1]
- Prestigio Bicisport nel 2022[2]